# Porto de Galinhas
Porto de Galinhas (portugisiska: Praia de Porto de Galinhas) är en strand i Brasilien.   Den ligger i delstaten Pernambuco, i den östra delen av landet, 1 600 km nordost om huvudstaden Brasília.